# Gorna Rosica
Gorna Rosica (bułg. Горна Росица) – wieś w środkowej Bułgarii, w obwodzie Gabrowo, w gminie Sewliewo. Według danych Narodowego Instytutu Statystycznego, 31 grudnia 2011 roku wieś liczyła 676 mieszkańców.

## Położenie
Miejscowość znajduje się 10 km od Sewliewa. Na skraju wsi biegnie rzeka Rosica. W Gornej Rosicy znajduje się motorowy tor wyścigowy.

## Historia
Do 1878 roku miejscowość zamieszkiwali wyłącznie Turcy, a ówcześnie nazywała się Rusdere, później Derelii.

## Ludzie związani z Gorną Rosicą
- Kojo Denczew – profesor